# Paliatzídika (Le Pirée)
 (signalé en mai 2025).
Si vous disposez d'ouvrages ou d'articles de référence ou si vous connaissez des sites web de qualité traitant du thème abordé ici, merci de compléter l'article en donnant les références utiles à sa vérifiabilité et en les liant à la section « Notes et références ».
- Archive Wikiwix
- Bing
- Cairn
- DuckDuckGo
- E. Universalis
- Gallica
- Google
- G. Books
- G. News
- G. Scholar
- Persée
- Qwant
- (zh) Baidu
- (ru) Yandex
- (wd) trouver des œuvres sur Wikidata

Paliatzídika, en grec moderne : Παλιατζήδικα, est un petit quartier du Pirée en Grèce. Il est situé dans une zone étroite d'environ un kilomètre autour des voies ferrées de la ligne 1 près de la manufacture de tabac de Keràni à l'entrée de la station de métro et de la place Ippodámia connue pour le grand marché du dimanche. 